# Tiếng Đức Thụy Sĩ
Tiếng Đức Thụy Sĩ (Tiếng Đức chuẩn: Schweizerdeutsch, tiếng Đức Alemanni: Schwyzerdütsch, Schwiizertüütsch, Schwizertitsch Mundart, và một số tên khác) là các phương ngữ Alemanni được nói ở khu vực nói tiếng Đức của Thụy Sĩ và trong một số cộng đồng vùng núi cao ở miền Bắc nước Ý giáp biên giới Thụy Sĩ. Đôi khi, các phương ngữ Alemanni được nói ở các quốc gia khác cũng được nhóm với tiếng Đức Thụy Sĩ, đặc biệt là phương ngữ ở Liechtenstein và Vorarlberg Áo, có quan hệ chặt chẽ với tiếng Đức Thụy Sĩ.
Về mặt ngôn ngữ học, tiếng Alemanni được chia thành Hạ, Thượng và Tối Thượng, tất cả phương ngữ được nói ở cả trong và ngoài Thụy Sĩ. Ngoại lệ duy nhất trong khu vực Thụy Sĩ nói tiếng Đức là đô thị Samnaun nơi nói phương ngữ Bayern. Lý do phương ngữ "Đức Thụy Sĩ" tạo thành một nhóm đặc biệt là việc sử dụng gần như không bị hạn chế như một ngôn ngữ nói trong thực tế mọi tình huống của cuộc sống hàng ngày, trong khi việc sử dụng phương ngữ Alemanni ở các quốc gia khác bị hạn chế hoặc thậm chí bị đe dọa. Các phương ngữ tiếng Đức Thụy Sĩ không nên nhầm lẫn với tiếng Đức chuẩn Thụy Sĩ, dạng tiếng Đức chuẩn được sử dụng ở Thụy Sĩ. Hầu hết mọi người ở Đức không hiểu tiếng Đức Thụy Sĩ. Do đó, khi một cuộc phỏng vấn với một người nói tiếng Đức Thụy Sĩ được phát trên truyền hình Đức cần thiết phải có phụ đề. Mặc dù tiếng Đức Thụy Sĩ là ngôn ngữ mẹ đẻ, nhưng từ 6 tuổi, học sinh Thụy Sĩ phải học thêm tiếng Đức chuẩn Thụy Sĩ ở trường và do đó có khả năng hiểu, viết và nói tiếng Đức chuẩn theo mức độ khác nhau tuỳ vào trình độ học vấn.

## Sử dụng
Không giống như hầu hết các ngôn ngữ khu vực ở châu Âu hiện đại, tiếng Đức Thụy Sĩ là ngôn ngữ hàng ngày được nói trong phần lớn tất cả các cấp xã hội ở các thành phố, cũng như ở nông thôn. Việc sử dụng phương ngữ này không thua kém tiếng Đức chuẩn về mặt xã hội cũng như giáo dục và được nói niềm tự hào. Có một vài môi trường mà việc nói tiếng Đức chuẩn bị yêu cầu hoặc trong tình huống lịch sự, chẳng hạn như trong các chương trình tin tức phát sóng hoặc khi có sự hiện diện của người không nói tiếng Alemanni. Tình huống này được gọi là "ngôn ngữ hai lớp trung gian" vì ngôn ngữ nói mang tính địa phương, trong khi ngôn ngữ viết chủ yếu là (biến thể Thụy Sĩ của) tiếng Đức chuẩn.
Vào năm 2014, khoảng 87% người sống ở Thụy Sĩ khu vực nói tiếng Đức sử dụng tiếng Đức Thụy Sĩ trong cuộc sống hàng ngày.
Tiếng Đức Thụy Sĩ cũng được hiểu bởi những người nói các phương ngữ Alemanni khác, nhưng phần lớn người nói tiếng Đức chuẩn thì không thể hiểu được nó nếu không có sự tiếp xúc đầy đủ trước đó, kể cả đối với người Thụy Sĩ nói tiếng Pháp hoặc tiếng Ý biết tiếng Đức chuẩn. Do đó, tiếng Đức Thụy Sĩ thường được lồng tiếng hoặc phụ đề nếu được chiếu ở Đức.

## Phương ngữ và phân bố

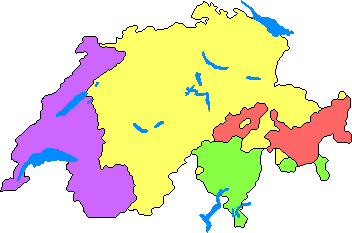
Phân bố ngôn ngữ ở Thụy Sĩ
----
Pháp (Romandy)
tiếng Đức
Ý
Romansh

Các phương ngữ tiếng Đức Thụy Sĩ chính bao gồm Alemanni Hạ, Thượng và Tối Thượng; và độ thông hiểu lẫn nhau giữa các nhóm này gần như thông suốt, mặc dù có một số khác biệt về từ vựng. Tiếng Hạ Alemanni chỉ được nói ở các vùng cực bắc Thụy Sĩ, tại Basel và xung quanh Hồ Constance. Tiếng Thượng Alemanni được nói ở hầu khắp cao nguyên Thụy Sĩ, và được chia thành nhóm phía đông và phía tây. Tiếng Tối Thượng Alemanni được nói ở dãy Alps.